# マリー・ド・ロアン＝モンバゾン
マリー・ド・ロアン（Marie Aimée de Rohan, 1600年 - 1679年8月12日）は、フランスの貴族。シュヴルーズ公爵夫人。フランスの17世紀前半における陰謀の中心として活躍した。

## 生涯

### 最初の結婚
「マドモアゼル・ド・モンバゾン」とも呼ばれたマリーは1600年、ブルターニュとアンジューに広大な領地を持つロアン家（fr）のエルキュール・ド・ロアンの娘として生まれた。1617年9月、ルイ13世の寵臣であり、グラン・コンスタブル（フランス軍の最高指揮官）であったシャルル・ダルベール・ド・リュイヌ（後にリュイヌ公）と結婚した。ダルベールは非良心的な政治的陰謀のため、マリーに教養を習得させた。それにより、宮廷で国王たちの信頼を得ることになった。
1618年12月、ルイ13世はマリーを王妃アンヌ・ドートリッシュの監督者と呼び、同年にアンリ・ド・モンモランシー（fr）を追放している。また、マリーは王妃に対して強い影響力を持っていた。1620年代、彼女が長男ルイ＝シャルル・ダルベールを出産すると、ルイ13世はその子の名付け親になっている。

### 再婚
1621年、夫のリュイヌ公がユグノーとの戦争で戦死。翌1622年4月21日、マリーはシュヴルーズ公クロード・ド・ロレーヌと再婚した。シュヴルーズ公はユグノー戦争でカトリック同盟のリーダーであったギーズ公アンリ1世の子であり、カトリックの首領であったギーズ公フランソワの孫であった。この再婚によって、彼女は3人の娘をもうけている。そのうち長女と3女は信仰心が深く、いずれも女子修道院長になっている。次女についてはコンティ公アルマンとの結婚することは失敗したものの、レ枢機卿（fr）の愛人となり、フロンドの乱で重要な役割を果たした。

### 転落と陰謀
シュヴルーズ公爵夫人となったマリーは引き続き王妃の友人であり腹心であった。しかし、1622年に王妃の妊娠中にルーヴル宮殿の廊下で馬鹿騒ぎを起こし、これが原因で王妃を流産させて宮廷から追放を受け、夫のシュヴルーズ公爵は彼女を宮廷に戻すために様々な工作をすることになった。

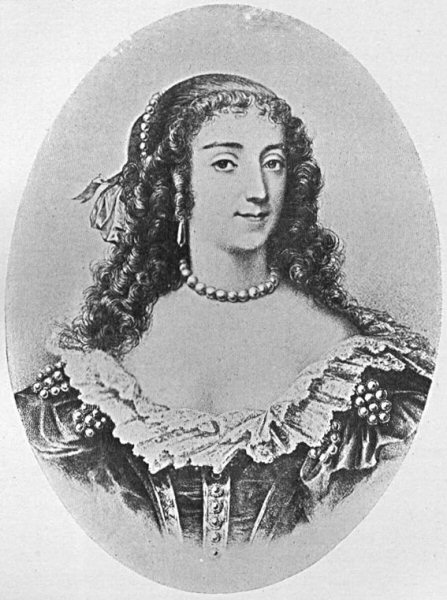
シュヴルーズ公爵夫人、19世紀の想像画。

シュヴルーズ公爵夫人は宮廷での地位を取り戻すため、バッキンガム事件（1623年 - 1624年）などを引き起こしている。この事件は、マリーの愛人にしてリシュリューに対抗していたイングランドの有力貴族、ホランド伯ヘンリー・リッチ（en）に働きかけて行ったものであり、1625年にフランスを訪問したイングランドのバッキンガム公ジョージ・ヴィリアーズとの恋愛関係が疑われた王妃の立場を危険に晒すこととなった。
さらに、愛人であったシャレー伯アンリ・タレーラン＝ペリゴール（fr）と共に、ルイ13世とその弟のオルレアン公ガストンの地位を入れ替える陰謀を企てた。その陰謀に連座して1626年10月19日、シャレー伯は斬首刑に処せられている。なお、シュヴルーズ公爵夫人はこの時期ロレーヌに逃亡していて、その地でロレーヌ公シャルル4世と情交関係を持ったとされているためか、ロレーヌ公は彼女がフランスに戻れるように便宜を図っている。

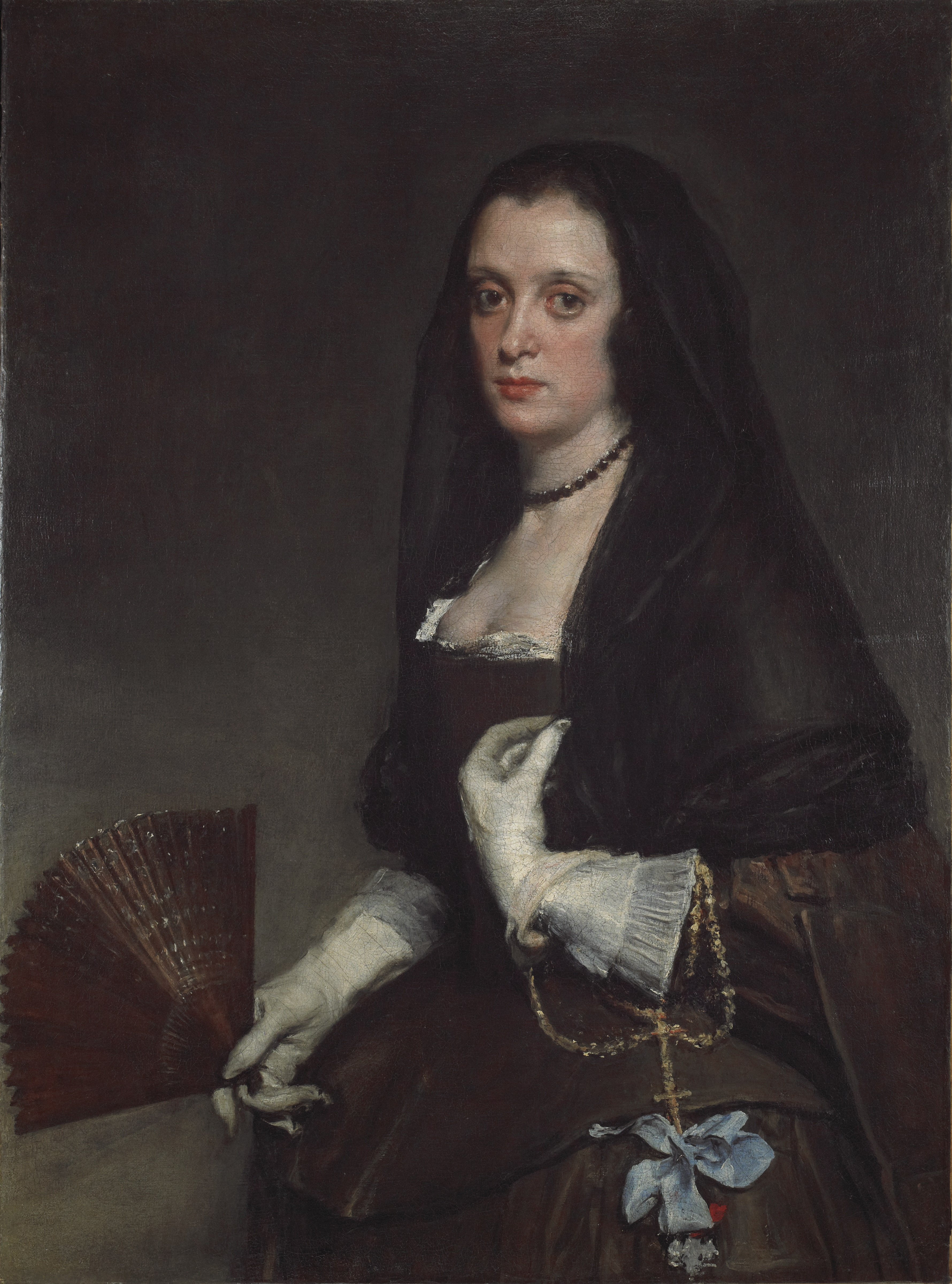
ディエゴ・ベラスケス作 『扇を持つ貴婦人』は、シュヴルーズ公爵夫人の肖像画とされる。もっとも、他の現存する彼女の絵とは、その特徴が異なっている。

シュヴルーズ公爵夫人はフランスを巡る外国の陰謀の全てに付いて、その中心にいたとされる。ロレーヌ公国とスペインの交渉を担当したシャトーヌフ侯爵（fr）は共に陰謀を企てたが、結局彼女に代わって身を滅ぼした（1633年）。1637年、アンヌ・ドートリッシュがスペインと行っていた密書の存在が暴露されたとき、シュヴルーズ公爵夫人はスペインに国外退去するよう命じられ、イングランド、最終的にはフランドルに行き着いている。さらに、1641年にソワソン伯爵ルイ・ド・ブルボン（fr）の陰謀にも加担。ルイ13世が崩御した時、遺言により公爵夫人のフランス帰国を禁じる条項が作成されたものの、高等法院の決定により破棄された。
リシュリューの死後、フランスに帰国したシュヴルーズ公爵夫人は、1643年、ふたたび党派を率いて陰謀の中心となり宰相マザランと敵対した。しかしヴァンドーム公セザール・ド・ブルボンが追放されると、シュヴルーズ公爵夫人もまた逃亡を余儀なくされた。フロンドの乱のさい、彼女はマザランに接近したが（1649年-1650年）、1651年にフロンドの議会派および貴族派が同盟を結んだ際、貴族派に転向した。
1679年、シュヴルーズ公爵夫人は現在のセーヌ＝サン＝ドニ県にある修道院で死去した。

## 物語など
シュヴルーズ公爵夫人の波乱に満ちた恋と野望の生涯は、物語作家にとって好まれるところとなった。アレクサンドル・デュマ・ペールの『ダルタニャン物語』に彼女は登場し、『三銃士』ではアラミスの恋人で王妃とバッキンガム公爵に関する事件に関わり、『二十年後』ではフロンドの乱に関わり、『ブラジュロンヌ子爵』では鉄仮面の出生の秘密を握る一人として登場する。銃士のアトスとの間に『ブラジュロンヌ子爵』の主人公ラウルをもうけている。
ガエターノ・ドニゼッティの悲劇『Maria di Rohan』はシュヴルーズ公爵夫人とシャレーの陰謀を題材にしており、1843年6月5日にウィーンで初上演された。この作品は同年11月、パリでも上演されて成功を収めている。
その他、彼女を出演させる作品は何作か作られており、2002年にはドクター・フーの番組内で彼女が扱われた。

## 子女
最初の夫シャルル・ダルベール・ド・リュイヌとの間に1男をもうけた。
- ルイ＝シャルル・ダルベール（1620年 - 1690年） - リュイヌ公

二度目の夫シュヴルーズ公クロード・ド・ロレーヌとの間に3女をもうけた。
- アンヌ・マリー（1624年 - 1652年） - ポントーダム女子修道院長
- シャルロット・マリー（1627年 - 1652年） - レ枢機卿の愛妾
- アンリエット（1631年 - 1693年） - ジュアール女子修道院長